# Türkmenbaşy

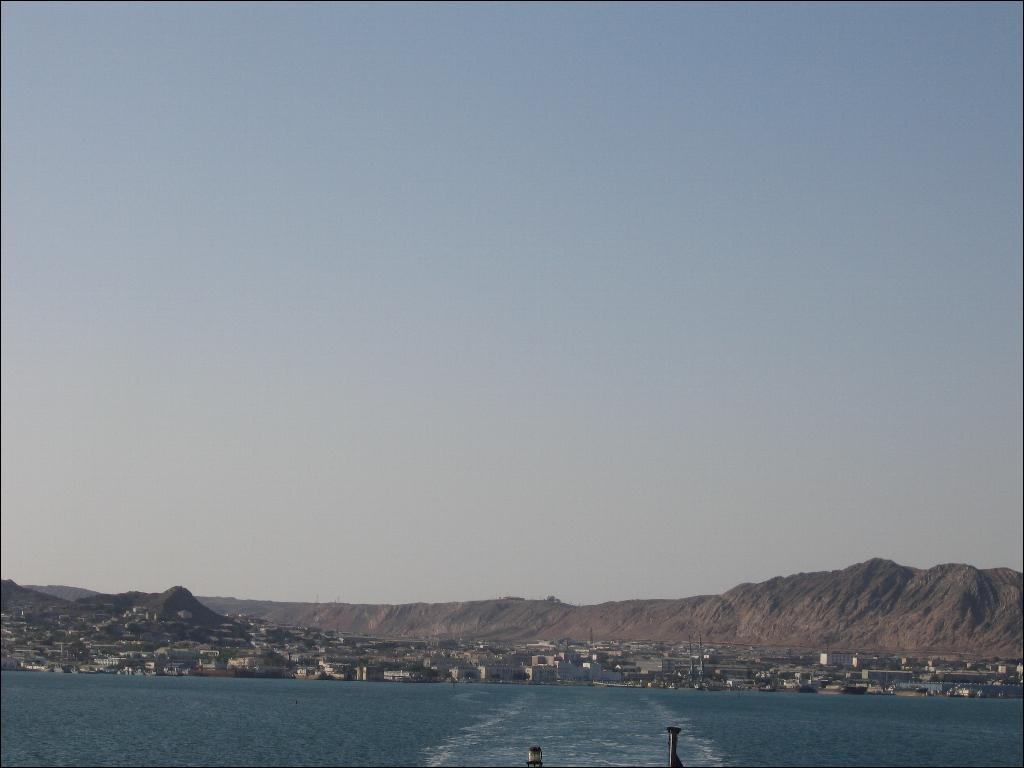
Vy över Türkmenbaşy

"Türkmenbaşy" kan också syfta på Saparmurat Nijazov.
Türkmenbaşy, tidigare Krasnovodsk (ryska: Красноводск), är en stad i provinsen Balkan i västra Turkmenistan, belägen på 27 meters höjd invid Krasnovodskbukten på kusten mot Kaspiska havet. Befolkningen uppgår till omkring 51 000 (uppskattning från 1999), varav de flesta är ryssar eller azerer. Hamnen i Türkmenbaşy är den viktigaste i Centralasien och i staden finns Turkmenistans största oljeraffinaderi. Türkmenbaşy är den västra slutstationen på den transkaspiska järnvägen. 
År 1717 landsteg den ryske fursten Aleksandr Bekovitj-Tjerkasskij och etablerade en hemlig, befäst bosättning på platsen för den nuvarande staden, vid den uttorkade flodbädd av Amu-Darjas forna utlopp i Kaspiska havet. Hans avsikt var att med sin armé marschera uppför denna flodbädd och erövra Chiva. Expeditionen misslyckades och ryssarna övergav platsen för de närmaste 150 åren.
En ny kolonisering ägde rum 1869 då ryssarna etablerade ett fort på platsen. Namnet Krasnovodsk, som platsen nu fick på ryska, var en russifiering av det lokala turkmeniska namnet Kyzyl-Su, med betydelsen "rött vatten". Krasnovodsk blev Kejsardömet Rysslands bas för fälttågen mot Chiva, Buchara och de nomadiska turkmeniska stammarna. Staden blev med sin hamn och sin järnväg snart en viktig knutpunkt.
År 1993 lät landets president Saparmurat Nijazov döpa om staden till Türkmenbaşy, eller "turkmenernas hövding", då detta även var den titel han utsett till sig själv.

## Sport
- Şagadam Türkmenbaşy fotbollsklubb;[1]
- Türkmenbaşy-stadion